# Lodur
För uret se Lodur (klocka).
Lodur (eller Lodurr) var en asagud i nordisk mytologi som enligt Völuspá ingick i gruppen Oden-Höner-Lodur som människornas skapare. Snorre ersatte gruppen med Oden-Vile-Ve varför Lodur har ansetts vara densamme som Ve, enligt vissa forskare.
Andra teorier har tolkats som att Lodur är identisk med Loke. Det huvudsakliga argumentet för detta förutom likheterna i namnet är att Oden, Höner och Loke nämns som en trio i flera historier så som sagan om Tjatse, dikten Höstlång, prologen till Reginsmál och den färöiska sagan Lokka-táttur. I dessa sagor försöker Loke hjälpa gudarna, men dessa berättelse slutar illa och skulden läggs på honom. Ingen av dessa källor har varit övertygande i frågan om Lodurs identitet. 
En annan tolkning har sammanfört Lodur med got. liudan "att växa" och fvn.ljódr "folk". I så fall skulle han vara en gud som såg till fruktsamheten och beskyddare av samhället. 